# 节奏天国系列
节奏天国系列是任天堂开发和发行的节奏游戏系列。玩家在游戏中体验各式各样的节奏小游戏，每个小游戏都有其独有的规则。该系列游戏主要登陆任天堂旗下的游戏机平台，包括Game Boy Advance、任天堂DS、任天堂3DS、Wii以及任天堂Switch。初代作品《节奏天国》还曾在世嘉NAOMI街机基板上推出。游戏中的音乐大多由日本音樂人淳君以及任天堂作曲家米政美创作。

## 游戏
| 2006      | 节奏天国           |
| 2007      |                    |
| 2008      | 节奏天国 黄金版    |
| 2009–2010 |                    |
| 2011      | 大家的节奏天国     |
| 2012–2014 |                    |
| 2015      | 节奏天国 The best+ |
| 2016–2025 |                    |
| 2026      | 節奏天國 奇蹟之星  |

系列迄今为止共有五款作品，分别是《节奏天国》、《节奏天国 黄金版》、《大家的节奏天国》、《节奏天国 The best+》以及《節奏天國 奇蹟之星》。每一代作品都在前作基础上，融入了全新的游戏理念与玩法机制。

## 反响
| 游戏               | Metacritic |
| ------------------ | ---------- |
| 节奏天国           | —          |
| 节奏天国 黄金版    | 83         |
| 大家的节奏天国     | 83         |
| 节奏天国 The best+ | 83         |
| 節奏天國 奇蹟之星  | —          |